# Mehdi Haddab
Mehdi Haddab est un auteur-compositeur-interprète franco-algérien joueur de oud.

## Biographie
Né d'un père algérien et d'une mère française, Mehdi Haddab grandit en Algérie et au Burundi. Doté d'une formation musicale classique solide acquise auprès de maîtres arabes et turcs, il s'installe à Paris et Biarritz. Virtuose du oud (luth), il a électrifié son instrument créant ainsi un  son  personnel.
Il fonde le groupe "Ekova" avec la chanteuse américaine Dierdre Dubois et l'iranien Arash Katalabari, puis le duo "Duoud" avec Smadj. En 2006, il crée Speed Caravan dans lequel il invite ses amis Rachid Taha, Rocky Singh (ex-membre du groupe Asian Dub Foundation), Rodolphe Burger, Richard Archer du groupe Hard-Fi.
Il participe aux albums d'Alain Bashung, Jacques Higelin, Souad Massi...
Kalashniklove de Speed Caravan est salué par la critique et plébiscité par le public outre-manche. L'architecte Zaha Hadid décrit la musique de Speed Caravan comme "new multi-culti sound" et qualifie le travail de Mehdi Haddab comme "moderne, innovant, réinventant un monde". Une recherche artistique qu'elle place au même plan que son propre travail d'architecte[réf. nécessaire]. Nommé dans la catégorie meilleur nouvel album par le magazine britannique Songlines (BBC), Speed Caravan entame une tournée mondiale de deux ans.
Peter Gabriel signe Speed Caravan chez Real World , le considérant comme le musicien le plus créatif de sa génération[réf. nécessaire]. 
En 2010, il collabore avec les artistes internationaux d'Hard-Fi pour leur dernier album.
Il rencontre Mick Jones, Damon Albarn, John Paul Jones qui s'invitent sur Killing an arab (The Cure), Galvanise (Chemical Brothers), version Speed Caravan autour d'événements type Africa Express. En 2010, il est l'invité de la princesse Caroline de Monaco (Bal de la Rose 2010).
En septembre 2013, il mettra sa virtuosité et son oud électrique au service de la pièce de théâtre Les Amours Vulnérables de Desdémone et Othello, de Manuel Piolat Soleymat et Razerka Ben Sadia-Lavant, mis en scène par Razerka Ben Sadia-Lavant, aux côtés du rappeur Disiz, du comédien Denis Lavant et de la chanteuse Sapho, au Théâtre Nanterre-Amandiers.

## Groupes
Groupe de rock algérien 1986: STRESS (groupe d'école de rock) Lauréat au concours national: Meilleur guitariste (13 ans) 15 ans: start d'Oud
Création du groupe EKOVA avec Dierdre DUBOIS et Arash KHALATBARI signé avec Sony Music :
- Premier album :"Heaven's Dust" 1998 + Remix album (featuring DJ Cam, Doctor L, Da Lata, Smadj etc ...). tour du monde (Europe, USA, Canada, etc ..)
- Second album : "Space lullabies and other Fantasmagore" 2001. 2éme tour du monde (USA, Canada, Europe, Russie, Turquie, etc ..)

Création du groupe DuOuD avec Smadj: Signé avec Label Bleu:
- 1er album  2003  "Wild serenade "  participation avec la chanson " Le Retour D'Ulysee" pour obtenir une des "Récompenses pour les musiques du monde (BBC Radio 3 Awards for World Music 2003)[4]. Tour du monde (USA, Canada, Europe, Russie, Turquie, Yémen, Oman, Tunisie, Maroc, Japon, Singapore, etc ..).
- 2e album 2006  "Sakat" (chansons Yéménites). Tour du monde (Europe, Japon, Yémen, Maroc etc ..).
- 3e album 2009  "Ping Kong" (World village /Harmunia Mundi)[5]. Tour du monde (Europe, Algérie, Malaisie, Australie, Tasmanie, etc ..)

Création du groupe Speed Caravan  en tant que guide: signé avec Real World Record
- 1er album 2009 "Kalashnik love " finale de prix Song lines music awards 2010[7] .Tour du monde (Europe, Canada, Australie, Nouvelle-Zélande, Maroc, Algérie, Tunisie, Liban, Jordanie, Égypte, Mexique, AEU Dubaï, Abu Dhabi, Açores, etc ..)

Collaboration avec la télévision: 
- Thème principal de l'émission de musique Al Jazeera (AL JAZEERA anglais / Moonbeam Films) piste: Kalashnik love
- Thème principal de l'émission télévisée à thème en prime time Ness Nesma (NESMA TV) Piste: Galvanize

Comme artiste de scène :

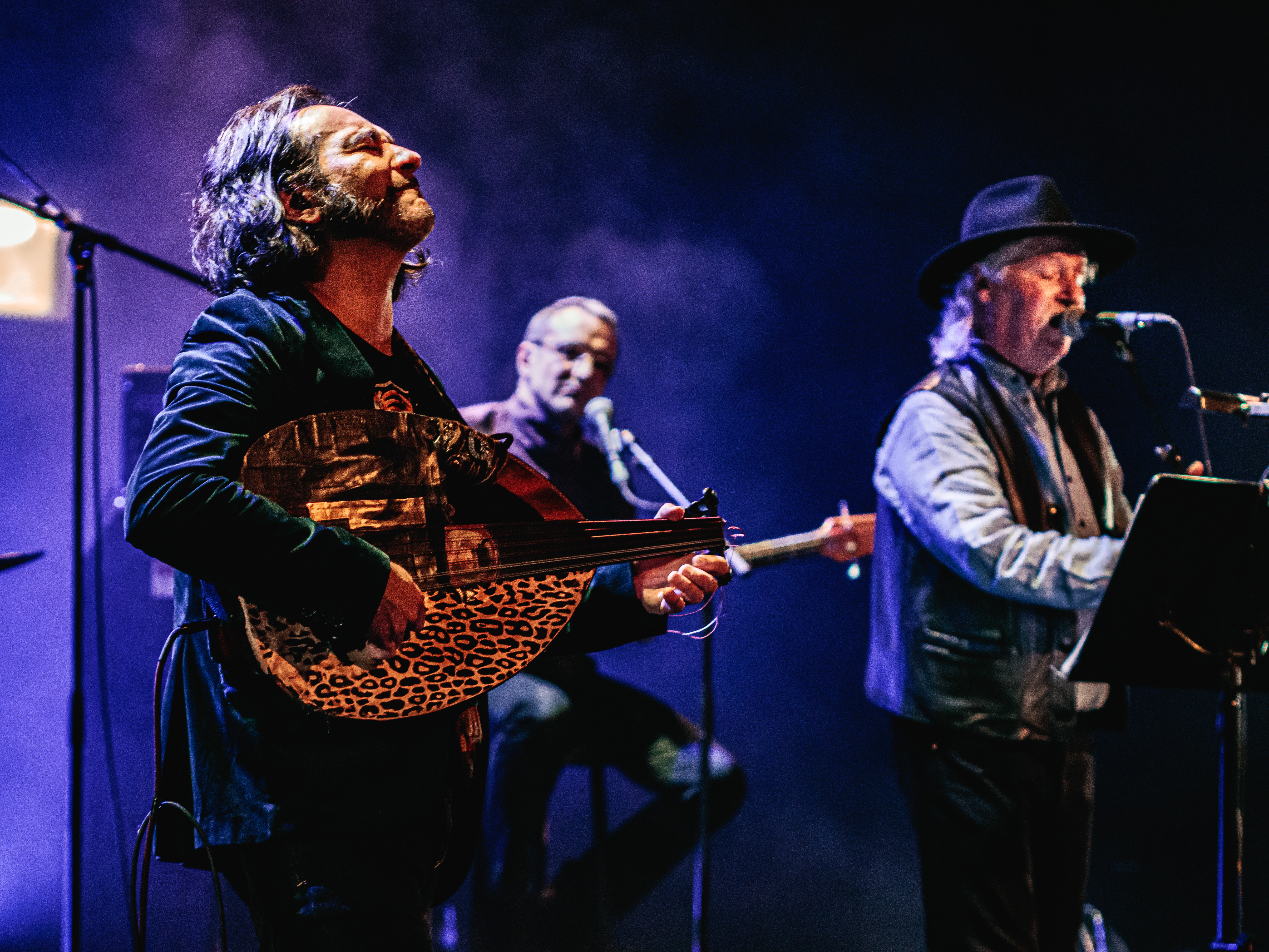
Sur scène avec Before Bach (Rodolphe Burger et Erik Marchand)

- avec Rachid Taha, Brian Eno, Steve Hillage (tour de la Russie 2005)
- Participation au projet "Damon ALBARN's AFRICA EXPRESS"  jouant des chansons avec : Rachid Taha, Hard-Fi, Mick Jones (the Clash), John Paul Jones (Led Zeppelin), Amadou & Mariam, Damon Albarn (BLUR) , Gorillaz, Chek TIDIANE, Baaba Maal Etc ..
- participation comme invité avec: Tinariwen & TV on the Radio in Womad Abu Dhabi 2010
- Joué également sur scène avec : Natacha Atlas, Talvin Singh, Rodolphe Burger, Nedim NALBANTOGLU, Erik Marchand, Viorel TAJKUNA, Angelika NIESCER, Lotfi Attar, Julien Lourau, Cyril Atef, Franck VAILLANT, Mino CINELU, Matthieu Chedid, Erik Truffaz, Ibrahim Maalouf, etc ..

En tant qu'artiste  de session de studio
- Smadj : Take it and Drive 2004
- Rodolphe Burger vs Erik Marchand : Before Bach 2005[8]
- Alain Bashung : Nino Ferrer's Tribute
- Jacques Higelin : Amour Doloroso 2007(victoire de la musique)
- Salif Keïta  :
- Souad Massi : O Houria 2010 (Duo avec Francis Cabrel) 3e album 2011
- Hard-Fi : Mofou 2002 La Différence 2010 (Victoire de la musique)
- ETC .

Comme artiste solo sur scène :
- Opening for Rodolphe Burger
- Premier récital d'oud électrique à l'Institut du Monde Arabe 2010
- Auditorium LOUVRE (novembre 2011) avec Jean-François Zygel, pianiste
- Participation à des événements spéciaux :DuOuD : Le Bal De La Rose (Monaco) avec SAR Caroline de Monaco
- Fête d'anniversaire de Zaha Hadid  (London)
- Etc ..

## Théâtre
- 2013 : Les Amours vulnérables de Desdémone et Othello, de Manuel Piolat Soleymat et Razerka Ben Sadia-Lavant, mise en scène de Razerka Ben Sadia-Lavant - Théâtre Nanterre-Amandiers